# Aignan (Gers)
Aignan település Franciaországban, Gers megyében. Lakosainak száma 722 fő (2022. január 1.). Aignan Margouët-Meymes, Avéron-Bergelle, Bouzon-Gellenave, Castelnavet, Couloumé-Mondebat, Loubédat, Loussous-Débat, Lupiac, Pouydraguin és Sabazan községekkel határos.

## Népesség
A település népességének változása:
| Lakosok száma | 965  | 941  | 842  | 858  | 760  | 737  | 734  | 730  | 722  | 722  |
|               | 1968 | 1982 | 1999 | 2006 | 2011 | 2015 | 2017 | 2018 | 2020 | 2022 |